# Chattahoochee (песня)
«Chattahoochee» (Чаттахучи) — песня американского кантри-певца Алана Джексона, вышедшая 17 мая 1993 года в качестве 3-го сингла с его третьего студийного альбома A Lot About Livin' (And a Little 'bout Love) (1993). Автором песни выступил сам Алан Джексон и Jim McBride. Она посвящена любви и отношениям, произошедшим во время отдыха на реке Чаттахучи, протекающей по штатам Джорджия, Флорида и Алабама. Песня стала лучшей кантри-песней года журнала Billboard и получила несколько номинаций и наград, включая награды Ассоциации кантри-музыки CMA Awards, в том числе, в престижной категории «Лучшая песня года» (Song of the Year).
«Chattahoochee» достигла первого места в хит-параде кантри-музыки Hot Country Songs (Billboard), продержавшись на вершине 4 недели в июле-августе 1993 года.

## Отзывы
Кевин Джон Койн из Country Universe дал песне оценку A, заявив, что песня хорошо сыграна, потому что она «оглядывалась на невинность юности с удивлением и любовью к переходному периоду жизни».

## Награды и номинации
Источник:.
| Награда    | Категория                       | Результат |
| ---------- | ------------------------------- | --------- |
| ACM Awards | Single Record of the Year       | Победа    |
| CMA Awards | Песня года (Song of the Year)   | Победа    |
| CMA Awards | Сингл года (Single of the Year) | Победа    |
| CMA Awards | Music Video of the Year         | Номинация |

## Чарты

### Еженедельные чарты
| Чарт (1993)                       | Высшая позиция |
| --------------------------------- | -------------- |
| Канада (RPM Country Tracks)       | 1              |
| США (Billboard Hot 100)           | 46             |
| США (Billboard Hot Country Songs) | 1              |

### Итоговые годовые чарты
| Чарт (1993)                    | Позиция |
| ------------------------------ | ------- |
| Канада (Country Tracks, RPM)   | 8       |
| США (Country Songs, Billboard) | 1       |